# Jens Münter
Jens Herman Balthazar Münter (født 22. februar 1935 på Frederiksberg, død 31. august 2024) var en dansk erhvervsmand, der var uddannet cand.oecon..
Jens Münters forældre var kommandør Jørgen Münter og hustru Aase Margrethe født Nissen.
Sammen med slægterne Foss, Arnstedt og Kjær havde slægten Münter/Nissen indtil 2003 en kontrollerende aktiepost i cementkoncernen FLSmidth. Jens Münter gjorde karriere i virksomheden, blev i 1978 underdirektør i F.L. Smidth & Co. A/S og siden bestyrelsesformand for virksomheden. I 2003 blev han bestyrelsesformand for det ny selskab Potagua FLS, som i 2006 blev fusioneret med FLSmidth. Münter var desuden fra 1990 til 2004 medlem af bestyrelsen for NKT
Münter blev 28. juni 1960 gift med Maureen Ellen Carty (født 13. april 1937 i England), datter af restauratør Thomas Patrick Carty (død 1974) og hustru Elizabeth Carty (død 1978).